# Lights (álbum de Ellie Goulding)
Lights —en español: Luces— es el álbum de estudio debut de la artista inglesa Ellie Goulding, lanzado al mercado en el Reino Unido el 1 de marzo de 2010 por Polydor Records. Producido por Starsmith, Frankmusik, Fraser T. Smith y Richard Stannard, el álbum debutó en el puesto número uno en el UK Albums Chart, vendiendo cerca de 40 000 copias la primera semana. A fines de 2010, el álbum vendió más de 300 000 copias en el Reino Unido.
El álbum se relanzó el 29 de noviembre de 2010 como Bright Lights, incluyendo seis temas nuevos no publicados anteriormente. El relanzamiento ayudó al álbum a regresar a los cinco primeros puestos de los discos más vendidos en el Reino Unido en enero de 2010. El 8 de marzo de 2011 el álbum será lanzado en los Estados Unidos con tres canciones que no estaban incluidas en la versión original, pero que fueron añadidas para el lanzamiento de Bright Lights.

## Antecedentes y desarrollo
Goulding trabajó con los productores Starsmith, Frankmusik, Fraser T. Smith y Richard Stannard para la grabación del disco; la mayor parte del mismo fue grabado en su antiguo dormitorio que tenía en Bromley, Londres. Goulding explicó que el álbum "se compone de canciones que empezaron con una guitarra durante un período de casi dos años. Un número de canciones expresan tanto fracasos como victorias en distintos romances." Ella reveló que la primera canción que escribió, "Wish I Stayed", está incluida en el álbum. También ha dicho sobre su música: "A pesar de que las escribí con la guitarra, escucho todo el sonido de las canciones en mi cabeza. En fin (Starsmith) es alguien que entiende."

## Respuesta de la crítica
Según Metacritic, Lights sostiene una puntuación de 65 sobre 100 indicando reseñas generalmente positivas por parte de la crítica.

## Lista de canciones
| N.º | Título                              | Escritor(es)                | Productor(es) | Duración |  |
| 1.  | «Guns and Horses»                   | Ellie Goulding, John Fortis | Starsmith     | 3:35     |  |
| 2.  | «Starry Eyed»                       | Goulding, Jonny Lattimer    | Starsmith     | 2:56     |  |
| 3.  | «This Love (Will Be Your Downfall)» | Goulding, Starsmith         | Starsmith     | 3:53     |  |
| 4.  | «Under the Sheets»                  | Goulding, Starsmith         | Starsmith     | 3:44     |  |
| 5.  | «The Writer»                        | Goulding, Lattimer          | Starsmith     | 4:11     |  |
| 6.  | «Every Time You Go»                 | Goulding, Fortis, Starsmith | Starsmith     | 3:25     |  |
| 7.  | «Wish I Stayed»                     | Goulding                    | Frankmusik    | 3:40     |  |
| 8.  | «Your Biggest Mistake»              | Goulding, Fraser T. Smith   | Smith         | 3:25     |  |
| 9.  | «I'll Hold My Breath»               | Goulding, Starsmith         | Starsmith     | 3:45     |  |
| 10. | «Salt Skin»                         | Goulding, Starsmith         | Starsmith     | 4:17     |  |

| UK iTunes bonus tracks |                                                              |                                       |                 |          |  |
| N.º                    | Título                                                       | Escritor(es)                          | Productor(es)   | Duración |  |
| 11.                    | «Lights»                                                     | Goulding, Richard Stannard, Ash Howes | Stannard, Howes | 4:05     |  |
| 12.                    | «Under the Sheets» (Video)                                   |                                       |                 | 3:52     |  |
| 13.                    | «Starry Eyed» (Video)                                        |                                       |                 | 3:04     |  |
| 14.                    | «Starry Eyed» (AN21 & Max Vangeli Remix) (solo pre-ordenado) | Goulding, Lattimer                    |                 | 8:17     |  |
| 15.                    | «Under the Sheets» (Baby Monster Remix) (solo pre-ordenado)  | Goulding, Starsmith                   |                 | 4:41     |  |

### Bright Lights
| Bright Lights bonus tracks |                                 |                                   |                 |          |  |
| N.º                        | Título                          | Escritor(es)                      | Productor(es)   | Duración |  |
| 11.                        | «Lights» (Versión del sencillo) | Goulding, Stannard, Howes         | Stannard, Howes | 3:32     |  |
| 12.                        | «Human»                         | Goulding, Starsmith               | Starsmith       | 4:09     |  |
| 13.                        | «Little Dreams»                 | Goulding, Liam Howe               | Howe            | 3:18     |  |
| 14.                        | «Home»                          | Goulding, Fred Falke              | Falke           | 3:24     |  |
| 15.                        | «Animal»                        | Goulding, Starsmith               | Starsmith       | 3:40     |  |
| 16.                        | «Believe Me»                    | Goulding, Crispin Hunt, Rob Blake | Falke           | 4:03     |  |
| 17.                        | «Your Song»                     | Elton John, Bernie Taupin         | Ben Lovett      | 3:10     |  |

| Bright Lights — Edición especial de iTunes con bonus tracks |                                                                   |                             |          |  |
| N.º                                                         | Título                                                            | Escritor(es)                | Duración |  |
| 18.                                                         | «The End» (Acústico)                                              | Goulding                    | 4:15     |  |
| 19.                                                         | «Lights» (Live at the iTunes Festival)                            | Goulding, Stannard, Howes   | 5:18     |  |
| 20.                                                         | «Every Time You Go» (Live at the iTunes Festival)                 | Goulding, Fortis, Starsmith | 3:40     |  |
| 21.                                                         | «This Love (Will Be Your Downfall)» (Live at the iTunes Festival) | Goulding, Starsmith         | 3:59     |  |
| 22.                                                         | «Your Biggest Mistake» (Live at the iTunes Festival)              | Goulding, Smith             | 3:24     |  |
| 23.                                                         | «The Writer» (Live at the iTunes Festival)                        | Goulding, Lattimer          | 4:09     |  |
| 24.                                                         | «Wish I Stayed» (Live at the iTunes Festival)                     | Goulding                    | 4:26     |  |
| 25.                                                         | «I'll Hold My Breath» (Live at the iTunes Festival)               | Goulding, Starsmith         | 3:47     |  |
| 26.                                                         | «Roscoe» (Live at the iTunes Festival)                            | Tim Smith                   | 3:27     |  |
| 27.                                                         | «Guns and Horses» (Live at the iTunes Festival)                   | Goulding, Fortis            | 3:42     |  |
| 28.                                                         | «Salt Skin» (Live at the iTunes Festival)                         | Goulding, Starsmith         | 5:10     |  |
| 29.                                                         | «Under the Sheets» (Live at the iTunes Festival)                  | Goulding, Starsmith         | 3:55     |  |
| 30.                                                         | «Starry Eyed» (Live at the iTunes Festival)                       | Goulding, Lattimer          |          |  |
| 31.                                                         | «Under the Sheets» (Video)                                        |                             | 3:53     |  |
| 32.                                                         | «Starry Eyed» (Video)                                             |                             | 3:05     |  |
| 33.                                                         | «Guns and Horses» (Video)                                         |                             | 3:42     |  |
| 34.                                                         | «The Writer» (Video)                                              |                             | 3:57     |  |
| 35.                                                         | «Your Song» (Video)                                               |                             | 3:20     |  |

| US Amazon MP3 bonus track |         |                     |               |          |  |
| N.º                       | Título  | Escritor(es)        | Productor(es) | Duración |  |
| 12.                       | «Human» | Goulding, Starsmith | Starsmith     | 4:09     |  |

| US iTunes bonus track |                                                 |                    |          |  |
| N.º                   | Título                                          | Escritor(es)       | Duración |  |
| 12.                   | «Starry Eyed» (Live at the Cherrytree Housejjh) | Goulding, Lattimer | 3:02     |  |